# Sara Gambetta
Sara Gambetta (Lauterbach, 18 de febrero de 1993) es una deportista alemana que compite en atletismo, especialista en la prueba de lanzamiento de peso.
Ganó una medalla de plata en el Campeonato Europeo de Atletismo en Pista Cubierta de 2023. Participó en dos Juegos Olímpicos de Verano, en los años 2016 y 2020, ocupando el octavo lugar en Tokio 2020, en su especialidad.

## Palmarés internacional
| Campeonato Europeo en Pista Cubierta | Campeonato Europeo en Pista Cubierta | Campeonato Europeo en Pista Cubierta | Campeonato Europeo en Pista Cubierta |
| Año                                  | Lugar                                | Medalla                              | Prueba                               |
| ------------------------------------ | ------------------------------------ | ------------------------------------ | ------------------------------------ |
| 2023                                 | Estambul (Turquía)                   | Medalla de plata                     | Peso                                 |